# Международный симпозиум по визуализации графов

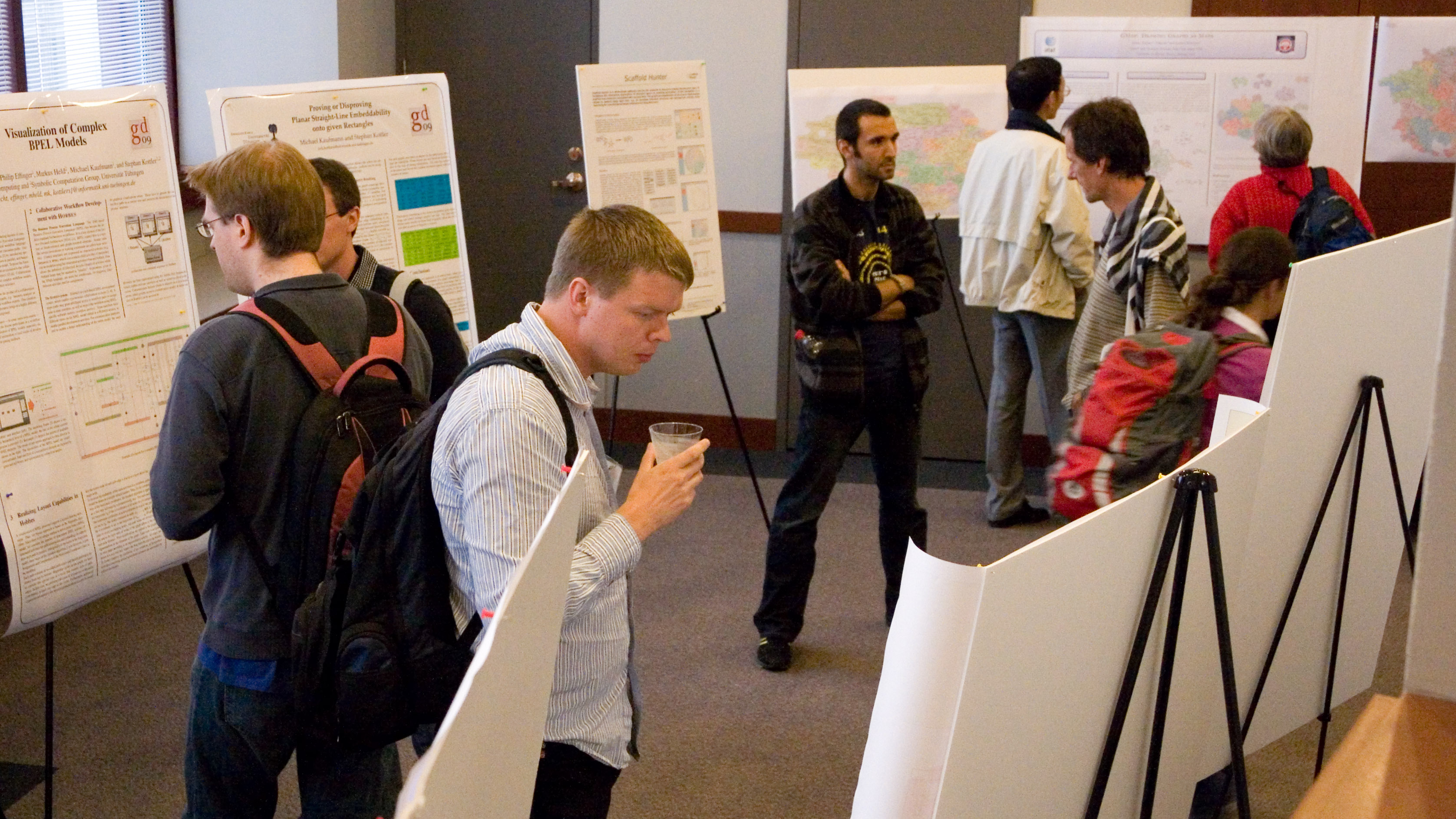
Стендовый доклад симпозиума по визуализации графов 2009 года в Чикаго.

Международный симпозиум по визуализации графов (англ. Symposium on Graph Drawing, GD) — это ежегодная научная конференция, в которой исследователи представляют отрецензированные статьи по визуализации графов, визуализации информации в сетях, геометрической теории графов и связанным темам.

## Важность
Симпозиумы по визуализации графов оказали большое влияние на рост и развитие области исследования по визуализации графов. Герман, Меланкон и Маршалл писали: «Сообщество по визуализации графов выросло из ежегодных симпозиумов». Нгуен упомянул симпозиумы по визуализации графов как одни из «нескольких хороших конференций, которые прямо или косвенно имеют дело с визуализацией информации», а Вонг и др. указали, что проведение симпозиумов «обеспечивает изобилие информации». В 2003 году симпозиумы были среди высших 30 % мест публикации статей по информатике, ранжированных по импакт-фактору.

## История
Первый симпозиум проведён в 1992 году в Марино невдалеке от Рима (Италия). Симпозиум организовали Джузеппе Ди Батиста, Питер Идс, Пьер Розенштиль и Роберто Тамассия. Первые два симпозиума не публиковали материалы, но отчёты доступны онлайн. С 1994 года материалы симпозиумов публиковались в серии книг Lecture Notes in Computer Science издательства Springer-Verlag.
Страны, в которых проводились конференции, включают Австралию, Австрию, Канаду, Чехию, Францию, Германию (дважды), Грецию, Ирландию, Италию (три раза) и США (пять раз).

## Данные о цитировании и их анализ
Граф цитирования, имеющий в качестве вершин статьи симпозиумов по визуализации графов 1994—2000 годов, а в качестве рёбер цитирование одних статей другими, представлен как часть дискуссии на симпозиуме 2001 года. Наибольшая связная компонента этого графа состоит из 249 вершин и 642 дуг. Кластерный анализ выявил некоторые значимые сильно связанные подразделы в этом графе, включая трёхмерную визуализацию графов и ортогональную визуализацию.